# Analyse PESTEL
L'analyse PESTEL (ou PESTLE) est un cadre d'analyse en stratégie d'entreprise. L'acronyme, qui signifie politique, économique, sociologique, technologique, environnemental et légal, recouvre les facteurs macro-environnementaux qui peuvent influencer (positivement ou négativement) une entreprise. L'analyse PESTEL n'est cependant pas un outil mais une aide mnémotechnique qui permet d'effectuer plus simplement une analyse externe, et ainsi de réaliser une matrice SWOT.

## Facteurs

### Six facteurs originels
Le modèle PESTEL distingue six catégories d'influences macro-environnementales qui peuvent influencer une industrie. Il s'agit des facteurs :
- Politiques : stabilité gouvernementale, politique fiscale, protection sociale, commerce extérieur, etc.
- Économiques : cycle économique, évolution du PNB, taux d'intérêt, politique monétaire, inflation, chômage, revenu disponible, etc.
- Sociologiques : démographie, distribution des revenus, mobilité sociale, consumérisme, niveau d'éducation, attitude de loisir et de travail, etc.
- Technologiques : dépenses publiques en R&D, investissements privés sur la technologie, nouveaux brevets ou découvertes, vitesse de transfert technologique, taux d'obsolescence, ...
- Environnementaux : lois sur la protection de l'environnement, retraitement des déchets, consommation d'énergie, etc[3].
- Légaux : lois sur les monopoles, droit du travail, législation sur la santé, normes de sécurité, etc.

### Variables supplémentaires
L'analyse PESTEL a été agrémentée avec le temps de nouvelles variables. Celles-ci sont, notamment :
- Démographiques : l'âge, le genre, l'utilisation du langage, le handicap, etc[4].
- Régulatoires : les lois et les règlements édictés par la puissance publique, les standards internationaux, etc[5].

## Variables clés et pivots
L'analyse PESTEL constitue généralement la première étape d'une analyse stratégique au niveau d'un domaine d'activité stratégique.
L'analyse PESTEL ne doit pas se limiter à une simple liste : elle doit se conclure par l'identification des facteurs les plus structurants pour le marché considéré, que l'on appelle les variables clés et les variables pivots.
Le croisement des évolutions possibles des variables clés pivots permet de définir des scénarios d'évolution du marché.
La mise en place d'une Matrice Analyse Structurelle, dit le MAS est primordiale. La Matrice permet d'identifier les fameuses Variables Clés, chaque variable doit être évaluées par un scoring d'impact - 1 faible - 5 fort. Les variables clés étant les variables avec une évaluation de niveau 5.